# Cantó de Saint-Méen-le-Grand
El cantó de Saint-Méen-le-Grand (bretó Kanton Sant-Meven) és una divisió administrativa francesa situat al departament d'Ille i Vilaine a la regió de Bretanya.

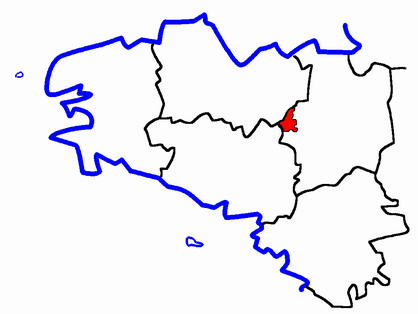
Situació del cantó

## Composició
El cantó aplega 9 comunes :
| Nom francès            | Nom bretó    | Població | km²    | Codi Postal | Codi INSEE |
| Bléruais               | Blerwaz      | 60       | 3,33   | 35750       | 35026      |
| Gaël                   | Gwazel       | 1.351    | 52,10  | 35290       | 35117      |
| Le Crouais             | Ar Groez     | 360      | 6,25   | 35290       | 35091      |
| Muel                   | Moel         | 648      | 28,90  | 35290       | 35201      |
| Quédillac              | Kedilieg     | 966      | 26,54  | 35290       | 35234      |
| Saint-Malon-sur-Mel    | Sant-Malon   | 447      | 16,07  | 35750       | 35290      |
| Saint-Maugan           | Sant-Malgant | 349      | 8,43   | 35750       | 35295      |
| Saint-Méen-le-Grand    | Sant-Meven   | 3.566    | 18,21  | 35290       | 35297      |
| Saint-Onen-la-Chapelle | Santez-Onenn | 784      | 24,73  | 35290       | 35302      |
| Cantó                  | Sant-Meven   | 8.531    | 184,56 | -           | 3538       |

## Evolució demogràfica
| 1962  | 1968  | 1975  | 1982  | 1990  | 1999  |
| ----- | ----- | ----- | ----- | ----- | ----- |
| 9.440 | 8.946 | 8.704 | 8.808 | 8.768 | 8.531 |

## Història
| Data d'elecció                           | Identitat      | Partit | Qualitat |
| ---------------------------------------- | -------------- | ------ | -------- |
| 2001-2008                                | Maurice Théaud | RPR    |          |
| 2008-                                    | Armel Jalu     | PS     |          |
| les dades anteriors no són pas conegudes |                |        |          |
|                                          |                |        |          |